# 2 on 2 Open Ice Challenge
2 on 2 Open Ice Challenge là một game arcade khúc côn cầu trên băng do hãng Midway phát hành năm 1995. Game được chuyển thể sang PlayStation vào năm 1996. Trò chơi tương tự như bản sao arcade của nó với ngoại lệ trên thực tế là Winnipeg Jets đã chuyển đến Phoenix sau khi kết thúc mùa giải 1995-96, do đó Phoenix Coyotes sẽ thay thế Jets trong bản chuyển thể PlayStation. Ngoài ra, phần lớn đội hình của đội đã được thay đổi, bao gồm cả thủ môn của họ là Tim Cheveldae được thay thế bởi Nikolai Khabibulin, vì thế Cheveldae không thể là một thủ môn chơi cho bất kỳ đội nào khác trong phiên bản PlayStation. Open Ice được phát hành trên PC (Windows) vào năm 1997 với sự xuất hiện của các đội bóng tương tự như phiên bản PlayStation. Game này là một sản phẩm được cấp giấy phép chính thức của NHLPA (National Hockey League Players Association).
Jack Haeger là thiết kế game chính và một cầu thủ khúc côn cầu nhiệt thành. Lập trình viên chính là Mark Penacho với sự giúp đỡ của Bill Dabelstein. Thiết kế âm thanh và âm nhạc bởi Jon Hey. Những âm thanh trượt băng được ghi lại bởi Jon Hey tại sân trượt băng trong nhà của Công viên Quận Chicago, Trung tâm thể thao McFetridge, vốn chỉ là một khối nhà phía Bắc của một trong những studio Chicago của Midway. Người thông báo trong game là giọng nói nổi tiếng của Chicago Blackhawks Pat Foley. Nếu một đội bóng đạt được trạng thái "On-Fire" (trở nên nổi tiếng lúc ban đầu bởi NBA Jam của Midway), giọng nói của Pat Foley sẽ thỉnh thoảng thông báo: "Toasty", ý nhắc đến Mortal Kombat.

## Đón nhận
Phên bản PlayStation được đón nhận một cách tệ hại, với Official UK PlayStation Magazine nói rằng người chơi nên "tránh xa game bằng mọi giá".